# Hadžovići
Haxhaj en albanais et Hadžovići en serbe latin (en serbe cyrillique : Хаџовићи) est une localité du Kosovo située dans la commune/municipalité de Pejë/Peć et dans le district de Pejë/Peć. Selon le recensement kosovar de 2011, elle ne compte plus aucun habitant.

## Démographie

### Évolution historique de la population dans la localité
| 1948 | 1953 | 1961 | 1971 | 1981 | 1991 | 2011 |
| ---- | ---- | ---- | ---- | ---- | ---- | ---- |
| 171  | 163  | 152  | 131  | 89   | 109  | 0    |

|  |